# 星寰國際商業中心

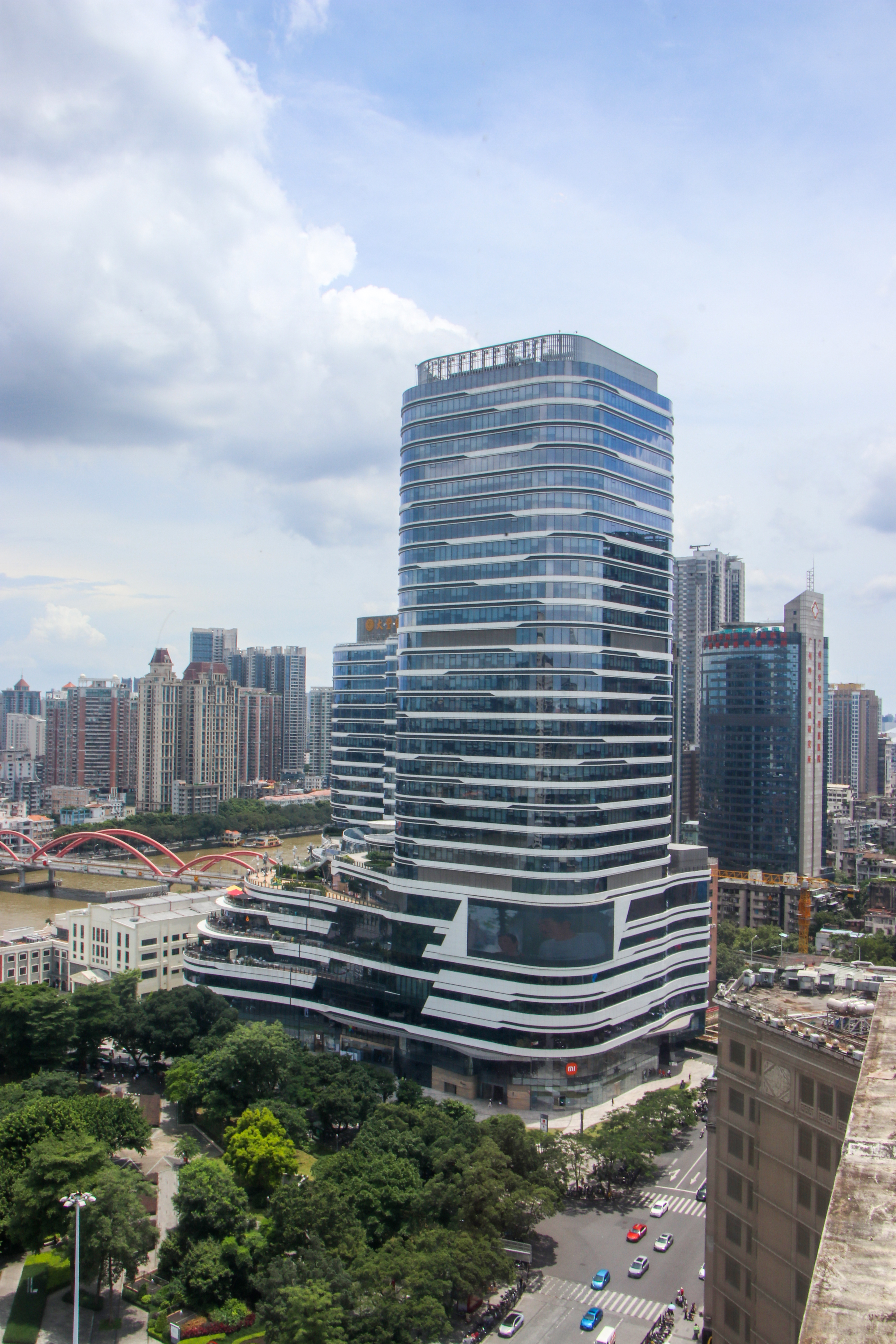
星寰国际商业中心
（摄于2024年6月29日）

星寰国际商业中心（前称广州恒基中心）是香港恒基兆业地产有限公司在中国内地开发的商业综合体，位于中华人民共和国广东省广州市越秀区人民街道侨光西路13号，紧邻广州地铁2号线和6号线海珠广场站。目前，该大楼是丹麦、匈牙利两国驻广州总领事馆的所在地。

## 基本资讯
- 北塔（现为T1塔楼）高度、层数：156米，30层
- 北塔（现为T1塔楼）用途：写字楼
- 北塔（现为T1塔楼）避难层位置：第8层、第19层
- 南塔（现为T2塔楼）高度、层数：109.3米，20层
- 南塔（现为T2塔楼）用途：写字楼
- 裙楼层数：7层
- 裙楼用途：商场
- 结构：钢框架-核心筒结构（北塔第8层至顶部）、钢筋混凝土结构（北塔第1-7层、南塔、裙楼）

## 外交机构
共有两个国家的驻广州总领事馆设置在大厦内，包括：
- 丹麦驻广州总领事馆（T1栋1407-1412）
- 匈牙利驻广州总领事馆（T1栋2507-2509）

## 大事记
- 1992年，香港恒基兆业地产有限公司提出，要在中国内地的广东省广州市越秀区海珠广场地区建设广州恒基中心。但由于种种原因，恒基中心一直都没有动工，直至2016年1月才动工[2]。
- 2017年8月10日，香港恒基兆业地产有限公司一行到广州恒基中心项目工地讨论幕墙样本[3]。
- 2017年12月22日，广州恒基中心项目首块幕墙单元在北塔楼8层成功挂装[4]。
- 2018年5月，广州恒基中心北塔主体结构封顶[5]。
- 2018年9月，广州恒基中心招商启动[6]。
- 2018年12月，广州恒基中心将竣工[2]。
- 2019年1月15日，广州恒基中心更名为“星寰国际商业中心”，并启用展示厅[7]。
- 2019年9月25日，星寰国际商业中心办公楼正式竣工[8]。
- 2020年8月，“星广州 新启程——星寰国际商业中心办公楼启用答谢会”在星寰国际商业中心T1塔楼举行[9]。
- 2021年8月5日上午，海珠广场文化金融商务区党建联盟在星寰国际商业中心正式成立[10]。
- 2023年1月1日，星寰國際商業中心点都德餐厅正式开业[11]。
- 2023年2月5日，星寰國際商業中心全面开业。

## 周边配套
- 广州地铁2号线和6号线海珠广场站
- 广东省口腔医院海珠广场院区
- 万菱广场
- 广州宾馆
- 广州医科大学附属第一医院

## 相册

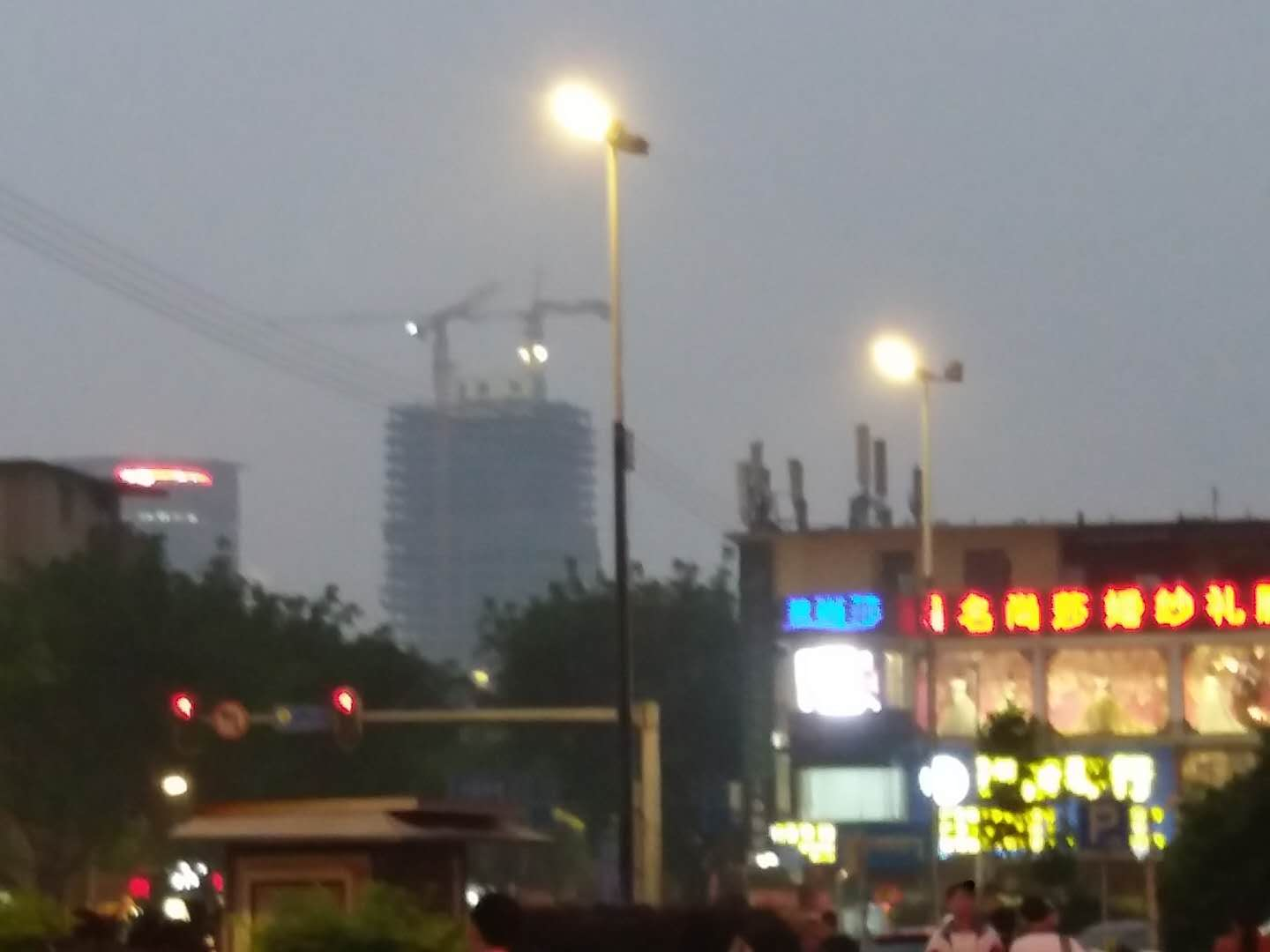
广州恒基中心（2018年3月30日）
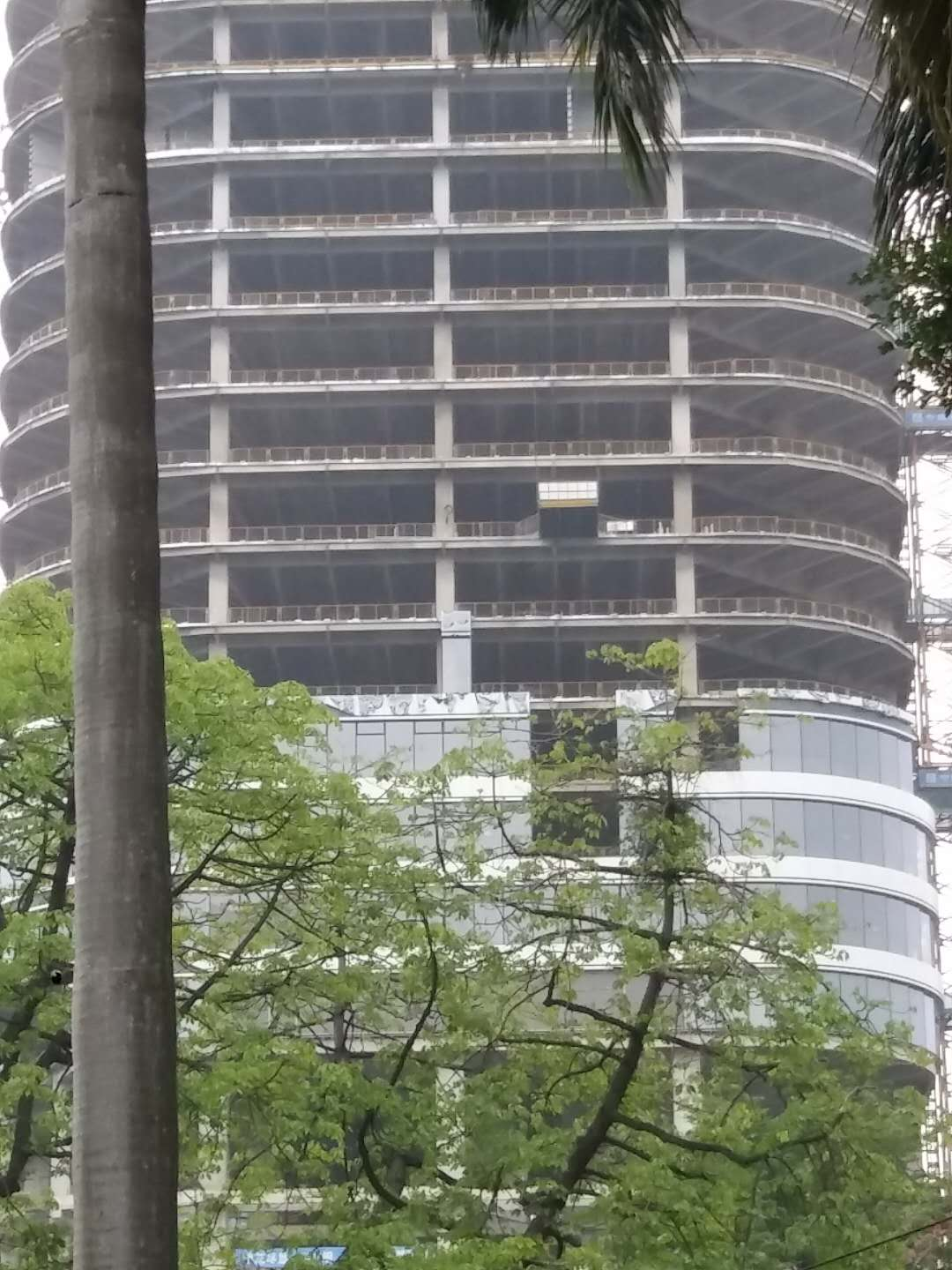
广州恒基中心细节描写（2018年4月29日）
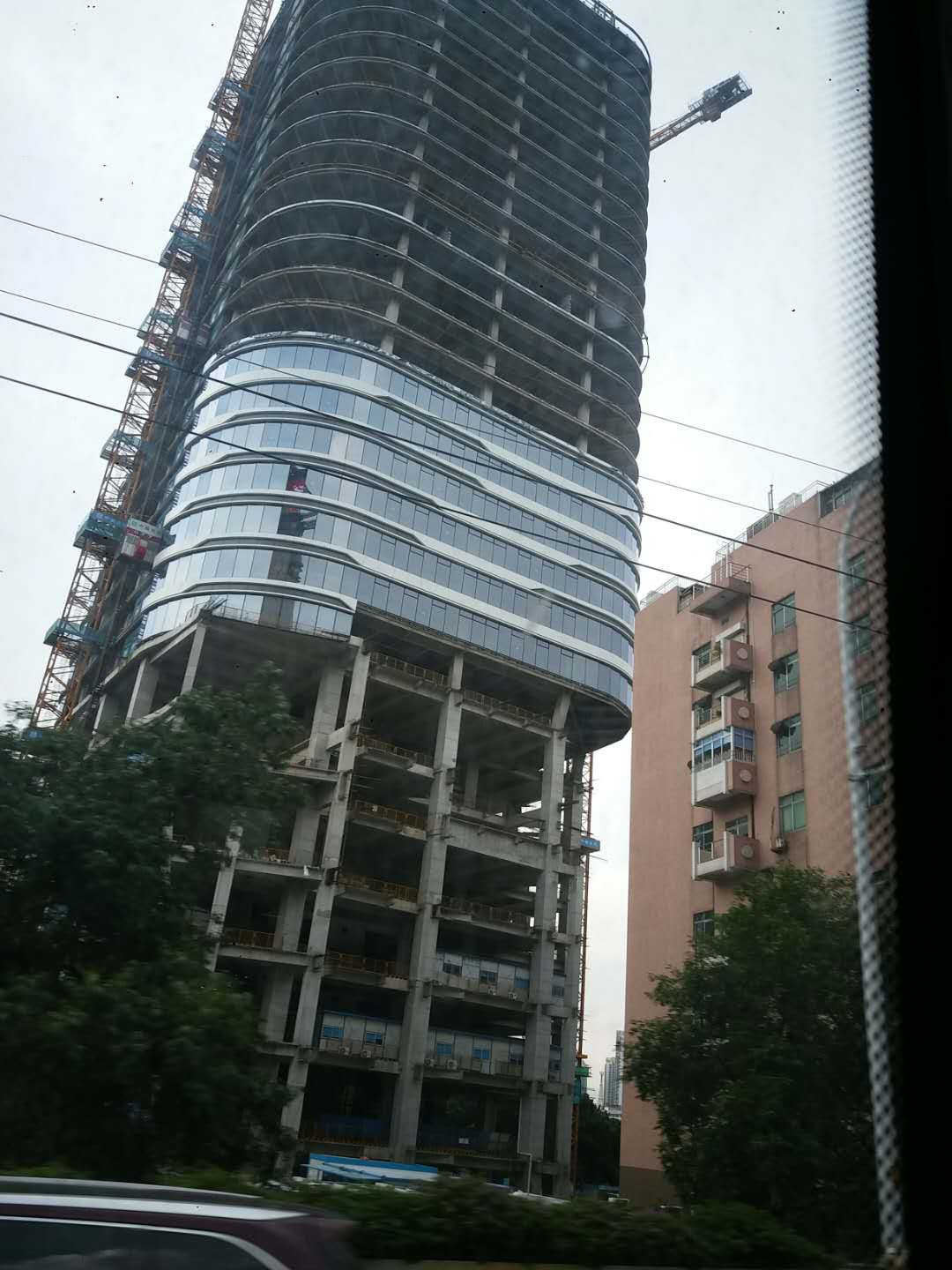
广州恒基中心（2018年6月22日）
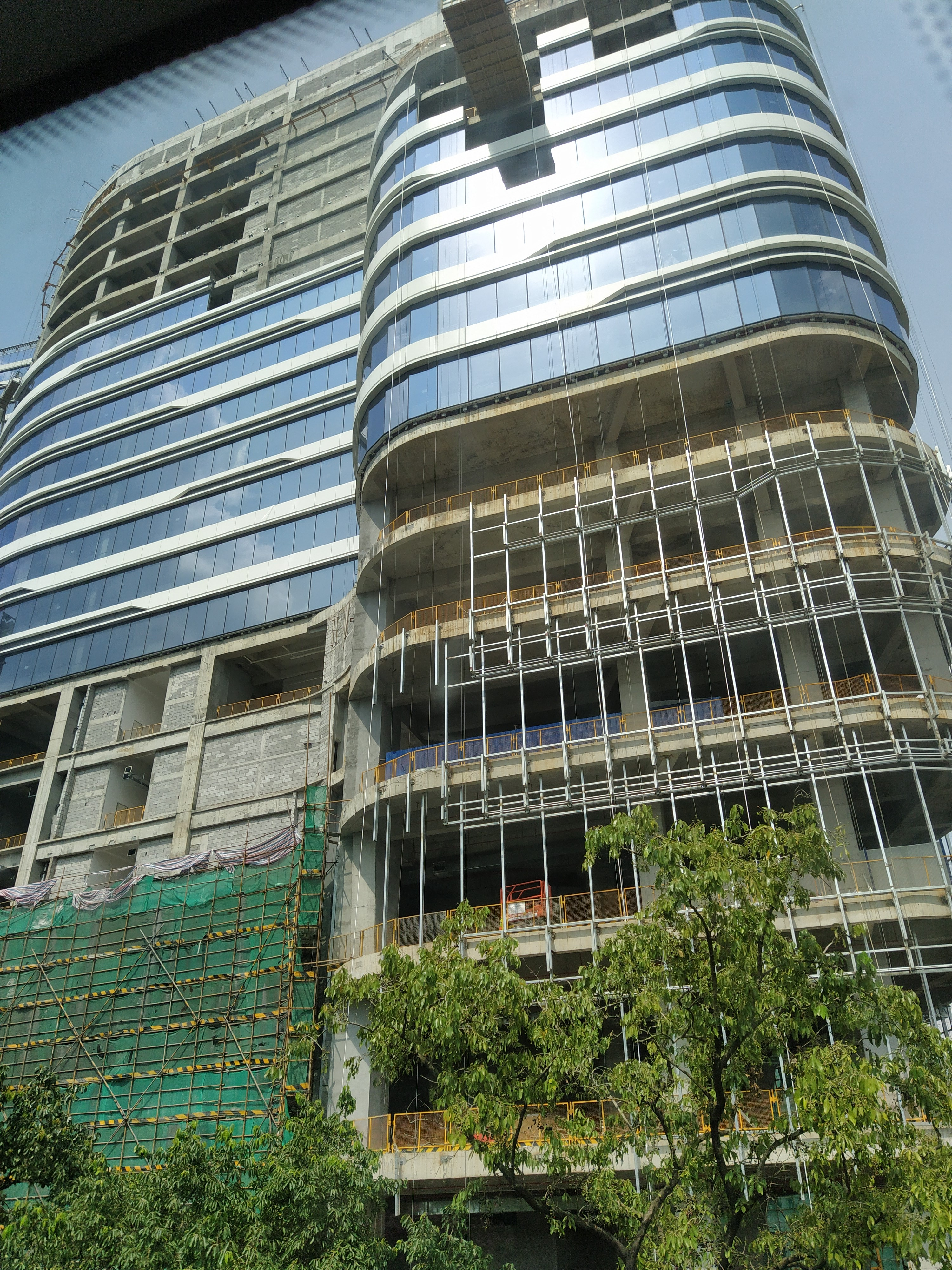
广州恒基中心（2019年7月27日）
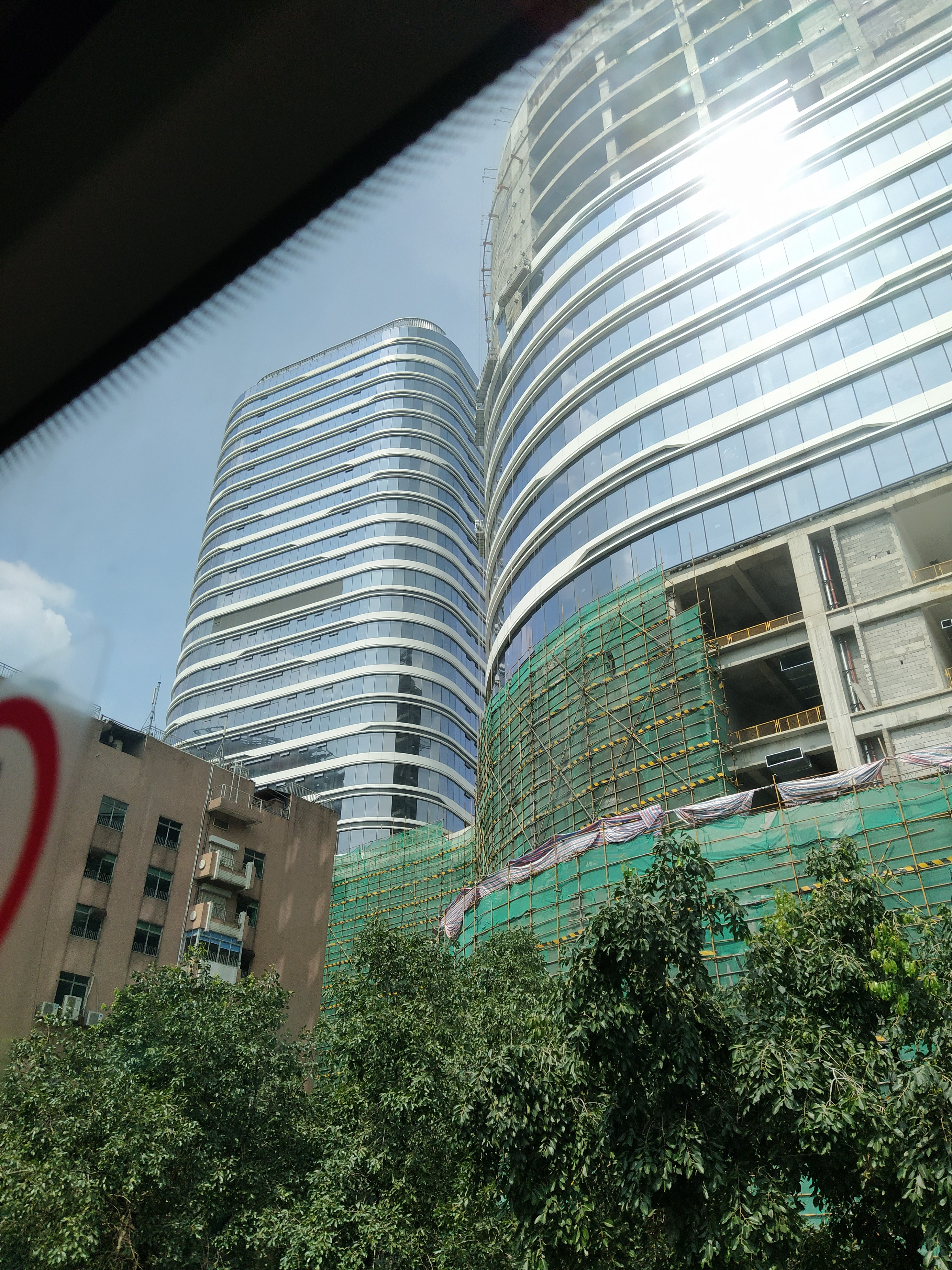
广州恒基中心（2019年7月27日）
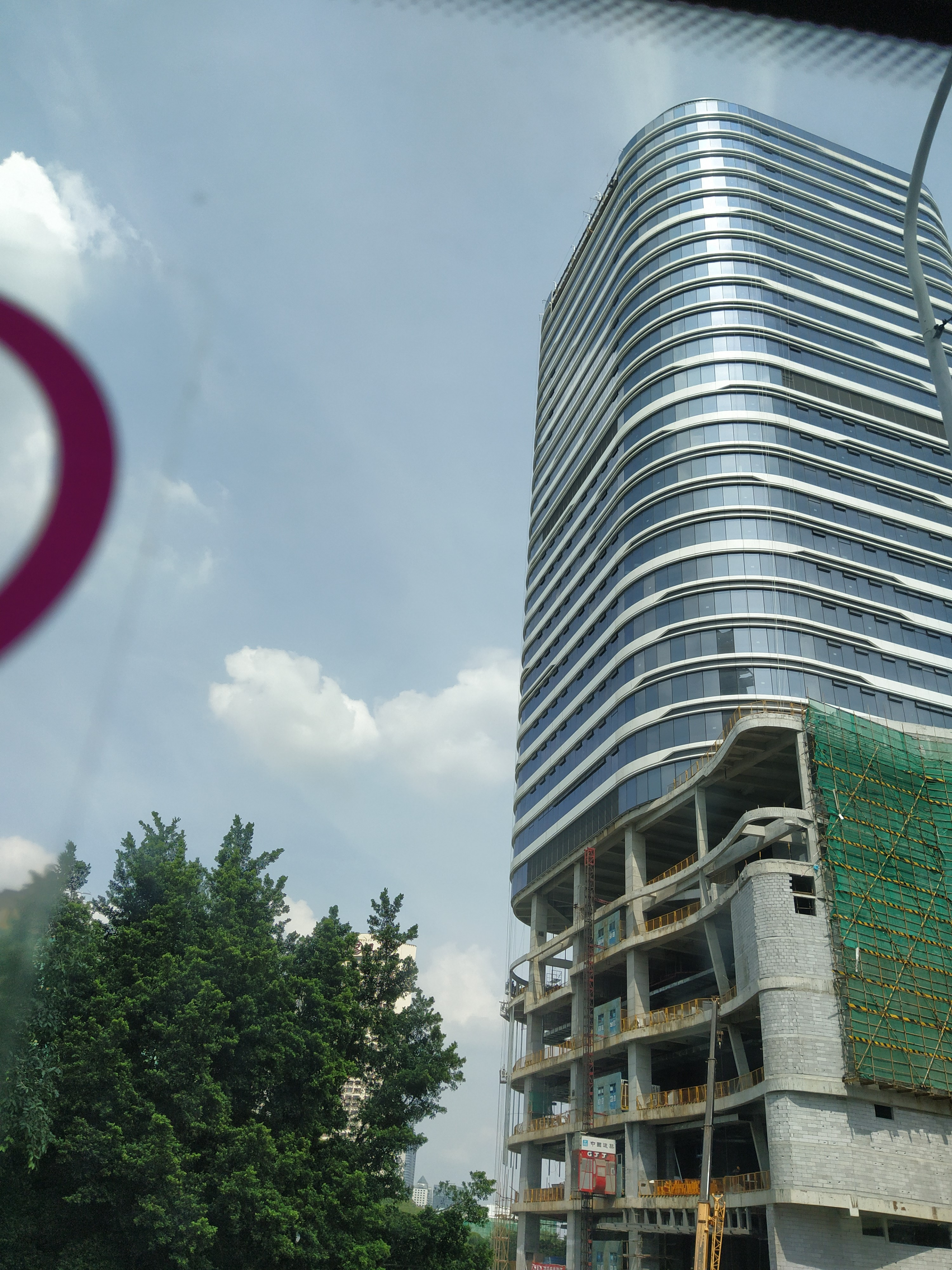
广州恒基中心（2019年7月27日）
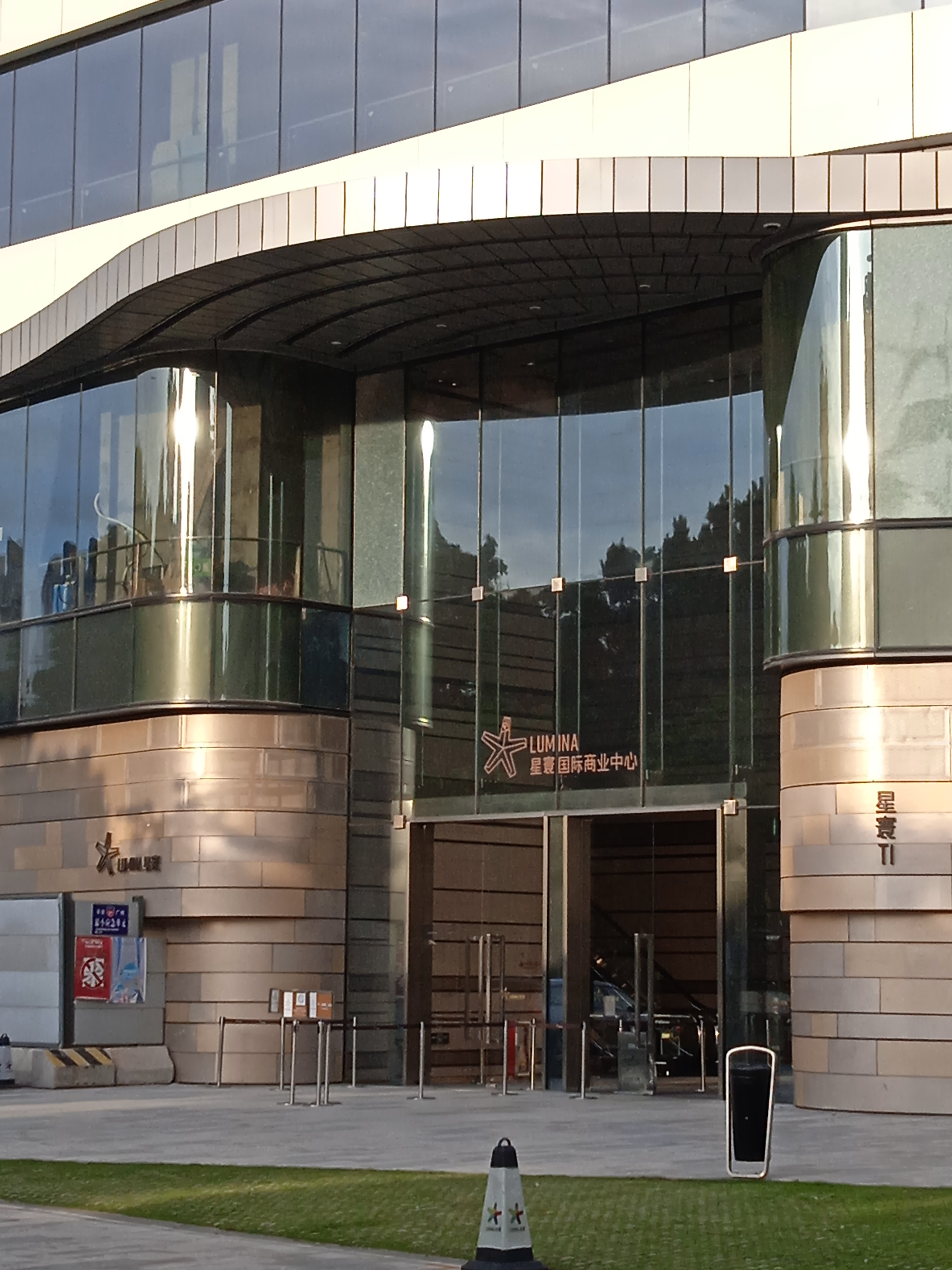
广州恒基中心（2021年7月18日）
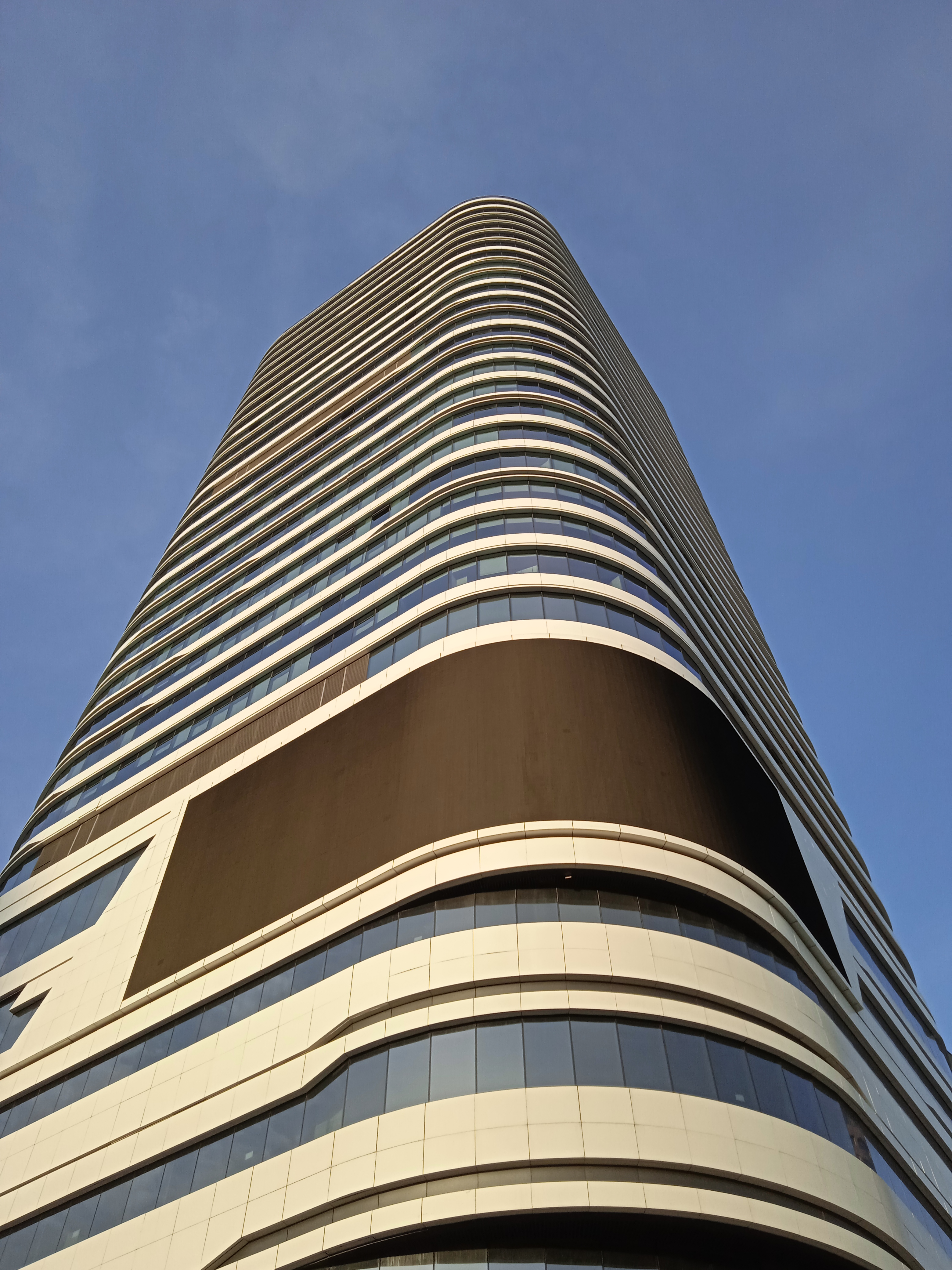
广州恒基中心（2021年7月18日）
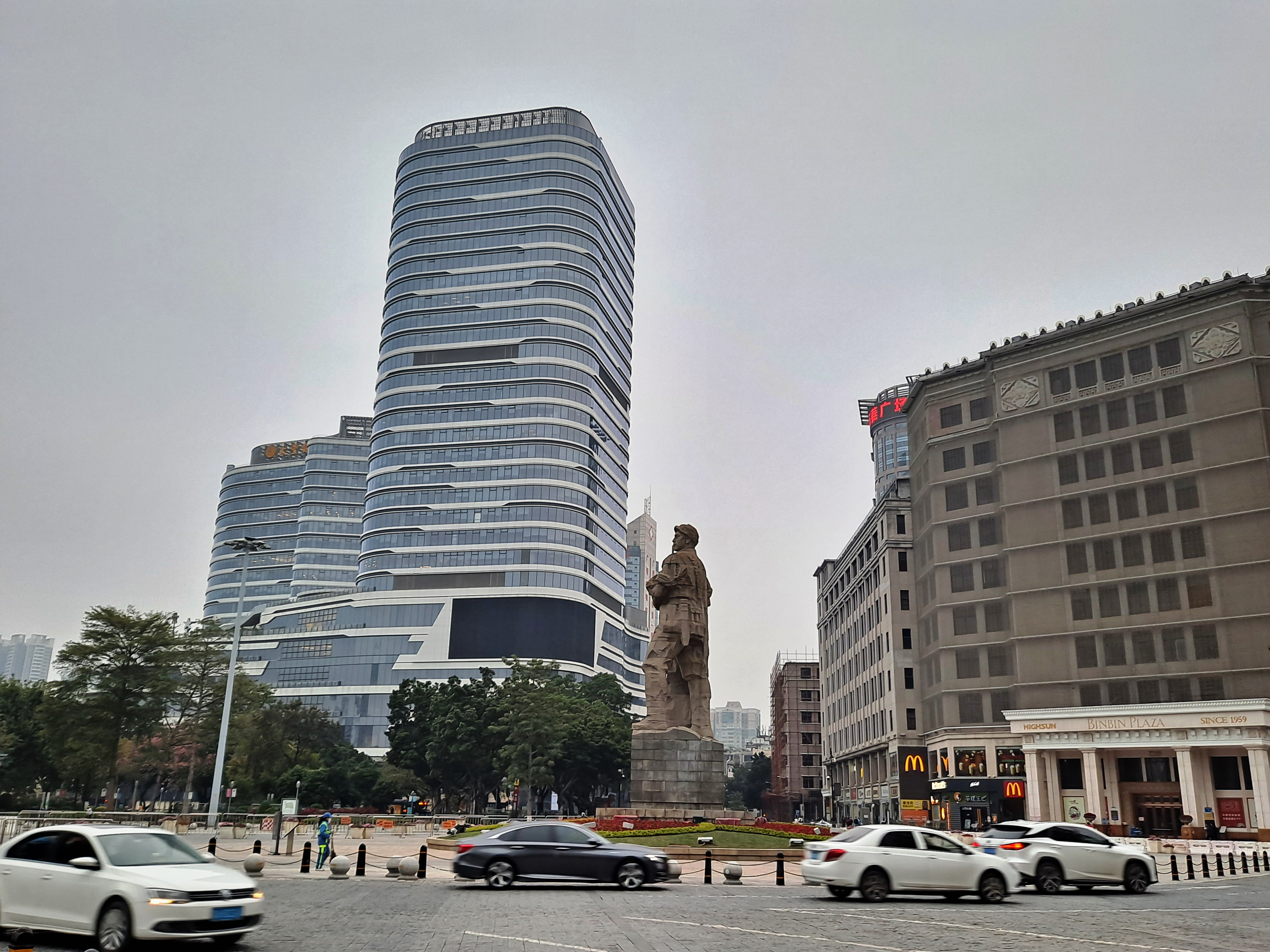
广州恒基中心（2021年12月29日）

## 公共交通
- █2号线、█6号线：海珠广场站